# Yvonne Brill
Yvonne Brill (nata Yvonne Madelaine Claeys; Winnipeg, 30 dicembre 1924 – Princeton, 27 marzo 2013) è stata una matematica e chimica canadese naturalizzata statunitense, ricercatrice nel campo della propulsione spaziale. A lei si deve l'invenzione dell'Electrothermal Hydrazine Thruster (EHT/Resistojet), un propulsore a razzo a basso consumo di carburante che mantiene in orbita i satelliti moderni e detiene un brevetto per la sua invenzione. Durante la sua carriera è stata coinvolta in un'ampia gamma di programmi spaziali nazionali negli Stati Uniti, tra cui la NASA e l'International Maritime Satellite Organization.
Il 18 aprile 2023 le è stato intitolato un cratere lunare: il cratere lunare Brill.

## Biografia
Nata a Winnipeg, Manitoba, Canada, Yvonne Brill era una canadese di prima generazione, poiché i suoi genitori erano immigrati dal Belgio. Fu ispirata a frequentare la scuola da Amelia Earhart, la prima donna pilota ad attraversare l'Oceano Atlantico. Quando era giovane, suo padre la incoraggiò ad aprire un negozio nella loro città natale, mentre il suo insegnante di scienze del liceo le diceva che una donna non sarebbe andata da nessuna parte nella scienza. Lei ignorò entrambi. Yvonne fu la prima della sua famiglia ad andare al college, laureandosi all'Università di Manitoba nel 1945 in chimica e matematica. Inizialmente fece domanda per il loro programma di ingegneria a 18 anni, ma le fu negata dalla scuola, poiché sostenevano che il loro campo estivo obbligatorio non aveva le strutture necessarie per ospitare le studentesse. Il suo rifiuto alla scuola di ingegneria del Manitoba la ispirò a incoraggiare le donne nelle scienze e, in lei, creò una fiducia incrollabile contro la discriminazione di genere. Continuò a studiare alla University of Southern California, dove frequentò corsi serali ottenendo nel 1951 un master in chimica.
In quel periodo Yvonne incontrò William Brill, un chimico ricercatore, alla RAND. I due si sposarono nel giro di un anno e presto si trasferirono a est per il lavoro di William alla FMC Corporation. La coppia si trasferiva ovunque il lavoro lo portasse, e Yvonne in seguito iniziò a lavorare part-time in modo da potersi prendere cura dei loro due figli, Matthew e Joseph, e di una figlia, Naomi.

## Carriera
Già nel 1945, dopo la laurea in matematica e chimica, fu assunta dalla Douglas Aircraft  per lo studio di un sistema satellitare americano. nonostante la sua mancanza di una laurea in ingegneria. Lavorò pertanto al dipartimento di chimica della Douglas con propellenti per razzi, motori a razzo e ramjet. Si dedicò al contratto Project RAND alla Douglas, dove si concentrarono su un nuovo campo di razzi, incluso il primo satellite americano. Si ritiene che Brill fosse l'unica scienziata missilistica donna negli anni '40, il che fu in parte ciò che la attrasse verso questa linea di lavoro.
Dopo aver cresciuto i suoi figli ed essere tornata al lavoro a tempo pieno, assunse un incarico presso la sussidiaria missilistica della RCA Astro Electronics. Qui sviluppò il concetto di un nuovo motore a razzo, inventando il propulsore elettrotermico a idrazina (EHT/Resistojet) per il quale detenne il brevetto statunitense n. 3.807.657. La sua innovazione portò non solo a prestazioni più elevate del motore, ma anche ad aumentare l'affidabilità del sistema di propulsione. Propose anche l'uso di un singolo propellente per il valore e la semplicità che avrebbe fornito. La riduzione dei requisiti di peso del propellente consentì di aumentare la capacità di carico utile o di prolungare la durata della missione. Il Resistojet si dimostrò più adatto per il controllo dell'orbita dei satelliti e della loro comunicazione.
La sua invenzione diventò uno standard nel settore e si tradusse in milioni di dollari di aumento delle entrate per i proprietari di satelliti per le comunicazioni commerciali. Grandi aziende aeronautiche, tra cui, ma non solo, RCA, GE, Lockheed Martin e Orbital Sciences hanno utilizzato l'EHT nei loro satelliti di comunicazione.
Contribuì anche per la messa a punto del sistema di propulsione dei TIROS (Television Infrared Observation Satellite), i primi satelliti meteorologici commerciali; Nova, una serie di progetti di razzi che sono stati utilizzati nelle missioni lunari americane; Explorer 32, il primo satellite nell'alta atmosfera; e il Mars Observer, che nel 1992 entrò quasi in un'orbita marziana prima di perdere la comunicazione con la Terra.
Lavorò per la NASA dal 1981 al 1983. Nel 2011 venne insignita della National Medal of Technology and Innovation dal presidente degli Stati Uniti d'America Barack Obama.
Nel 2013 l'American Institute of Aeronautics and Astronautics le dedicò il Yvonne C. Brill Lectureship in Aerospace Engineering.
Nel marzo 2013, a 88 anni di età, Brill morì di cancro al seno in un ospedale di Princeton, nel New Jersey.